# Fridolinons
Pour plus de détails, voir Fiche technique et Distribution.
Fridolinons  est un film québécois de Roger Blais tourné en 1945, à partir d'un texte de Gratien Gélinas.

## Synopsis
Moyen métrage de 34 minutes proposant quatre scènes tirées de la revue Fridolinons de l'auteur québécois Gratien Gélinas. En 1938, la revue Fridolinons est montée au Monument-National de Montréal et est présentée annuellement jusqu'en 1946.

## Fiche technique
- Réalisation : Roger Blais
- Scénario : Gratien Gélinas
- Production : Guy Glover (en) (Office national du film du Canada)

## Distribution
- Amanda Alarie
- Fred Barry
- Juliette Béliveau
- Yvette Brind'Amour
- Denis Drouin
- Gratien Gélinas
- Juliette Huot
- Henri Poitras
- Olivette Thibault
- Fannie Tremblay